# مدل شبکه مدیریتی
مدل شبکه مدیریتی (انگلیسی: Managerial grid model) یک سبک رهبری رفتاری است که معرف پنج شیوه رهبری مختلف بود که بر اساس در نظر گرفتن افراد و نیز محصولات بنا شده بودند.